# Université Quinnipiac
L'université Quinnipiac est une université privée américaine basée à Hamden au Connecticut. L'institution est connue pour le Quinnipiac University Polling Institute (en) qu'elle abrite et qui réalise de nombreux sondages électoraux.
Ses équipes sportives portent le nom des Bobcats.